# Mesoleius ephippium
Mesoleius ephippium là một loài tò vò trong họ Ichneumonidae.